# モード・バーガー＝ウォラック
モード・バーガー＝ウォラック（Maud Barger-Wallach、1870年6月15日 - 1954年4月2日）は、アメリカ・ニューヨーク出身の女子テニス選手。
人生の遅い年齢からテニスを始め、1908年の全米選手権女子シングルスに38歳で優勝した選手である。彼女はリチャード・ウォラック（Richard Wallach）と結婚し、選手生活を始めた時はすでに2つの姓を併用していた。
モード・バーガー＝ウォラックは「私は30歳からテニスを始めた」と語ったが、そのような遅い年齢で始めたにもかかわらず、36歳だった1906年に初めて全米選手権の「チャレンジ・ラウンド」決勝に勝ち進んだ。初期の全米選手権は、「チャレンジ・ラウンド」（挑戦者決定戦）から「オールカマーズ・ファイナル」（大会前年優勝者とチャレンジ・ラウンド勝者で優勝を争う）への流れで優勝者を決定した。バーガー＝ウォラックはチャレンジ・ラウンド決勝でヘレン・ホーマンズに敗れたが、大会前年度優勝者のエリザベス・ムーアが1905年を最後に現役を引退したため、1906年度のオールカマーズ・ファイナルは実施されなかった。この場合はチャレンジ・ラウンドの優勝者と準優勝者を優勝記録表に掲載するため、1906年の全米選手権女子シングルスはホーマンズが優勝、バーガー＝ウォラックが準優勝者になる。
2年後の1908年、モード・バーガー＝ウォラックは2年ぶり2度目のチャレンジ・ラウンド決勝でマリー・ワーグナーを破り、初めてオールカマーズ・ファイナルへの出場資格を獲得する。オールカマーズ・ファイナルでも大会前年度優勝者イブリン・シアーズを 6-3, 1-6, 6-3 で破り、バーガー＝ウォラックは「38歳」で全米選手権女子シングルス初優勝を飾った。これは当時の全米女子最年長優勝記録であったが、18年後の1926年にモーラ・マロリーが「42歳」で彼女の最年長優勝記録を更新した。翌1909年のオールカマーズ・ファイナルにおいて、前年優勝者のバーガー＝ウォラックはヘイゼル・ホッチキスに 0-6, 1-6 で完敗し、タイトルを明け渡してしまう。その後は1912年に女子ダブルス準優勝があり、1916年に46歳で女子シングルスのベスト8に入った。1931年の全仏選手権に61歳で出場した記録も残っている。
高齢のチャンピオンとしてテニスの歴史に名前を残したモード・バーガー＝ウォラックは、1954年4月2日にボルチモアで亡くなり、ロードアイランド州ニューポートに埋葬された。この地に国際テニス殿堂が設立され、バーガー＝ウォラックは没後4年目の1958年に殿堂入りを果たしている。